# Clairefontaine
INF Clairefontaine ("Institut national du football de Clairefontaine"), INF, eller INF Clairefontaine, är ett nationellt fotbollscentrum som specialiserar sig på att träna franska fotbollsspelare. Den här akademin är en av tolv elitakademier i Frankrike, och som alla övervakas av det Franska fotbollsförbundet (FFF).  Endast de bästa spelarna från Île-de-France-regionen tränar i Clairefontaineakademin. De tolv andra akademierna finns i Castelmaurou, Châteauroux, Liévin, Dijon, Marseille, Ploufragan, Vichy och Reims, Réunion, Saint-Sébastien-sur-Loire, Guadeloupe och Talence.
Clairefontaine öppnade 1988 och är namngiven efter Fernand Sastre, president för FFF mellan 1972 och 1984. Akademin är belägen 50 km sydväst från den franska huvudstaden Paris på Clairefontaine-en-Yvelines och är en av de mest välkända fotbollsakademierna i världen. Den har ett gott rykte när det gäller att få fram begåvade franska och icke-franska spelare, som Nicolas Anelka, Louis Saha, William Gallas, Hatem Ben Arfa, Abou Diaby, Sébastien Bassong, Medhi Benatia, Blaise Matuidi, Kylian Mbappé, Thierry Henry och nationallagets största målgörare genom tiderna Olivier Giroud.
Akademin används också som bas för franska fotbollslag och var centrum hos media när man använde det som basläger världsmästerskapet i fotboll 1998 då Frankrike vann VM. 

## Historia
Före upprättandet av Clairefontaine hade Frankrike inte mycket framgångar vid internationell fotboll, och till och med vid stora turneringar hade Frankrike aldrig vunnit några officiella troféer, till skillnad från sina grannländer Italien och Tyskland. På 1960-talet fick också Spanien och England stora framgångar, vilket tvingade Frankrike att etablera ett fotbollscentrum för att komma ikapp. 1976 ville franska fotbollsförbundets president och långvariga tjänsteman Fernand Sastre skapa ett nationellt centrum för fotboll. Projektet initierades av Ștefan Kovács, som inspirerades av de tidigare rumänska kommunistiska utbildningscentren. Sex år senare, särskilt efter Frankrikes seger vid UEFA Euro 1984, valde FFF Clairefontaine-en-Yvelines som plats för byggnaden. Byggandet av centret påbörjades 1985 och varade i nästan tre år. Fotbollscentret öppnade sina dörrar i januari 1988. Under 1998 års VM, som Frankrike var värd för, var det vid Clairefontaine som det franska landslaget höll till. Samma år utnämnde FFF centrumet till Fernand Sastres ära. En byst av Sastre sattes på plats 2000; på plats finns också en staty av FIFA World Cup. De bästa unga fotbollsspelarna från regionen Île-de-France (där Paris är huvudstad) stannar på Clairefontaine från 13 år till 15 för utbildning och utveckling av sina tekniska färdigheter. De flesta spelare som deltar här spåras ofta av etablerade franska klubbar och fortsätter med mycket framgångsrika karriärer. Idag spelar många lokala klubbar på centret.

## Processen

### Registrering
För att en spelare ska kunna tas ut till Clairefontaine-akademin måste han/hon vara minst 13 år, ha franskt medborgarskap och bo och spela i regionen Île-de-France, även spelare som bor i trakterna Seine-Maritime och Eure kan ansöka och väljas in. Registrering för nya spelare vid akademin börjar normalt i oktober året innan spelare anmäler sig till akademin när de potentiella sökande är 12 år gamla. Spelare har fram till december på sig att registrera sig hos sin klubb för att gå med i akademin. Den första uppsättningen prov utförs av varje distrikt inom Île-de-France. Varje distrikt väljer ett visst antal spelare som ska resa till Clairefontaine för att delta i en prov, som vanligtvis hålls under en tredagarsperiod under påskens skollov. Efter de tre dagarna kommer akademidirektören och tjänstemännen att sammankallas för att välja högst 22 spelare, varav tre eller fyra är målvakter.

### Utbildning och boende
Spelare som väljs ut för att delta i Clairefontaineakademin stannar och tränar vid anläggningarna från måndag till fredag. Spelare får helgen ledig för att kunna besöka familj och träna med sina hemmaklubbar. De får också ledigt under skollov. Spelare måste också uppfylla utbildningskriterier. Spelare i åldern 13–15 år som tränar på Clairefontaine deltar i Collège Catherine de Vivonne de Rambouilet i Rambouillet. Efter att ha lämnat Rambouilet registrerar spelare sig på den närliggande gymnasiet Lycée Louis Bascan de Rambouillet med förhoppningar om få sin Baccalauréat. Alla kostnader som krävs för att delta i akademin betalas av federationen och Ligue Nationale de Football.

### Ungdomsutveckling
Ungdomsutveckling på Clairefontaine innehåller många principer om fotboll för eleverna, såsom:
- Göra spelarens rörelser snabbare och bättre
- Länka rörelser effektivt och klokt
- Använda den svagare foten
- Svagheter i spelarens spel
- Psykologiska faktorer (personlighetstest)
- Medicinska faktorer
- Fysiska tester (beep-test)
- Tekniska förmågor
- Färdighetsträning (jonglerar bollen, springer med bollen, dribblingar, sparkar, passningar och bollkontroll)
- Taktisk (för att få tillbaka bollen, för att erbjuda stöd, för att passa bollen och följa passningen, positionering och rörelse till fria ytor)

## Foton

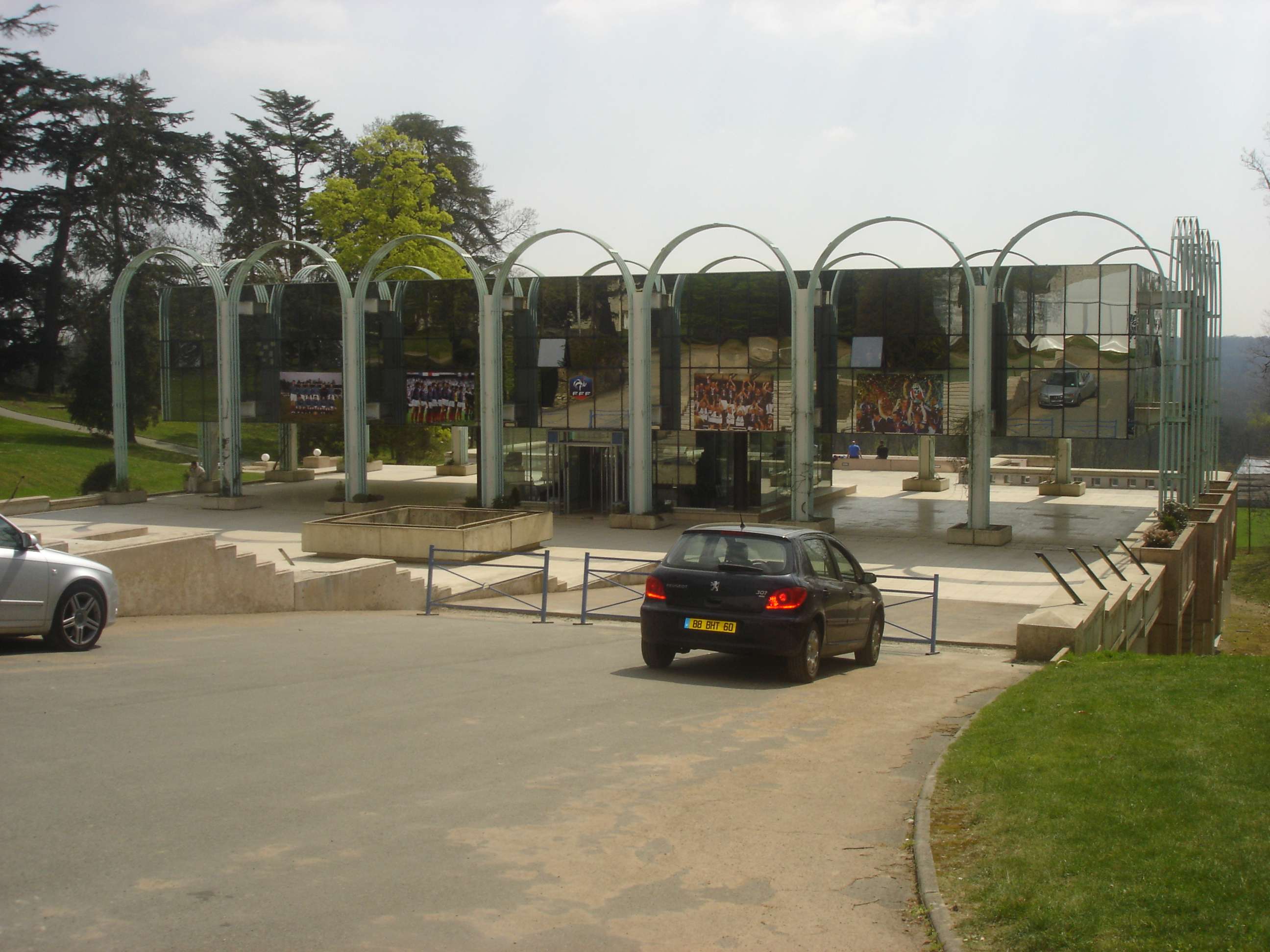
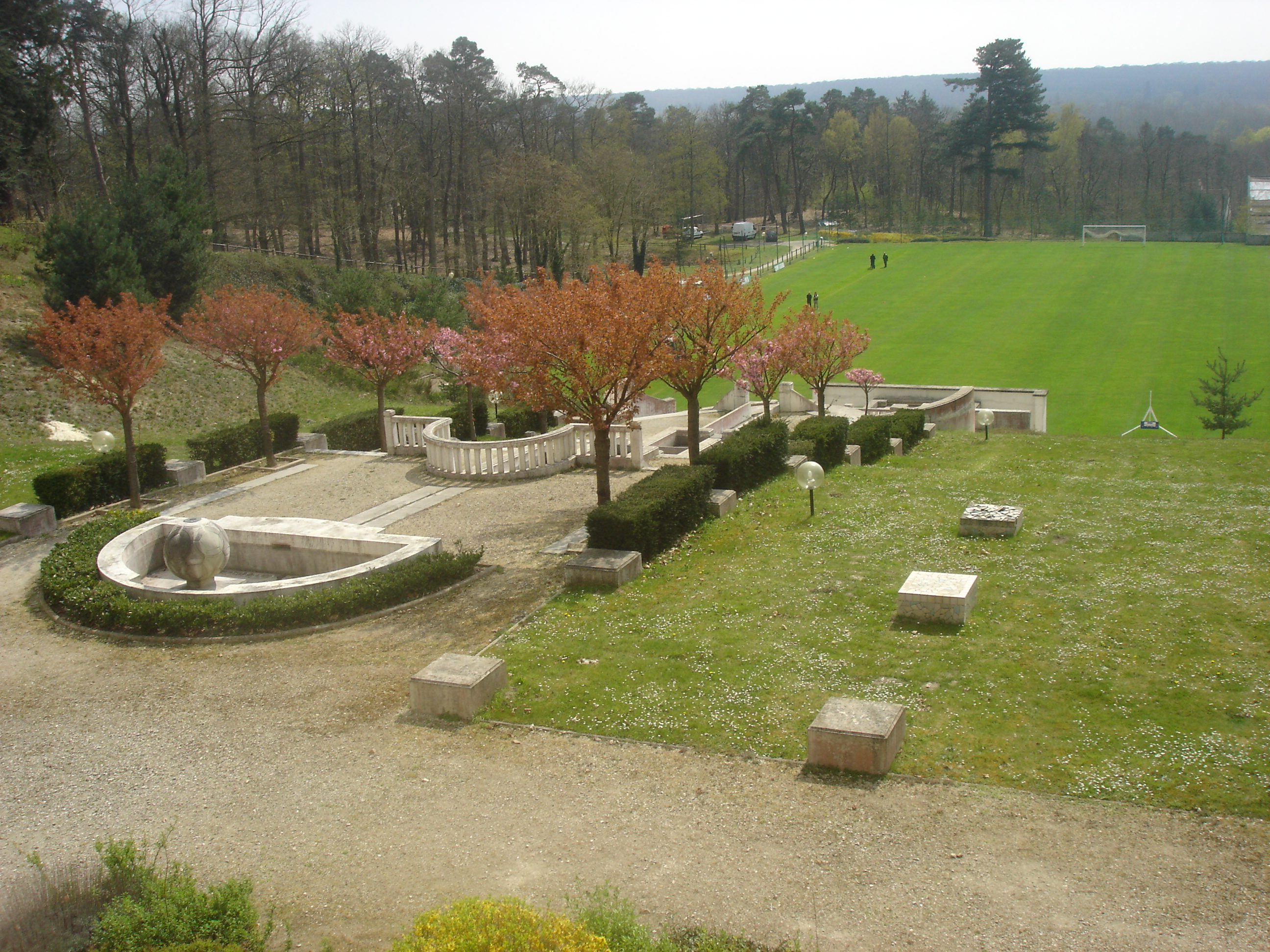